# Youssouf Sabaly
Youssouf Sabaly (født 5. marts 1993) er en fransk-senegalesisk professionel fodboldspiller, som spiller for La Liga-klubben Real Betis og Senegals landshold.
Han har tidligere spillet Paris Saint-Germain, samt på lejebasis for Evian og Nantes.

## Landshold
Franskfødte Sabaly spillede flere kampe på de franske U-landshold, men valgte på seniorplan at repræsentere sine forældres hjemland Senegal. Han var en del af den senegalesiske trup til VM 2018 i Rusland.